# 南船橋駅

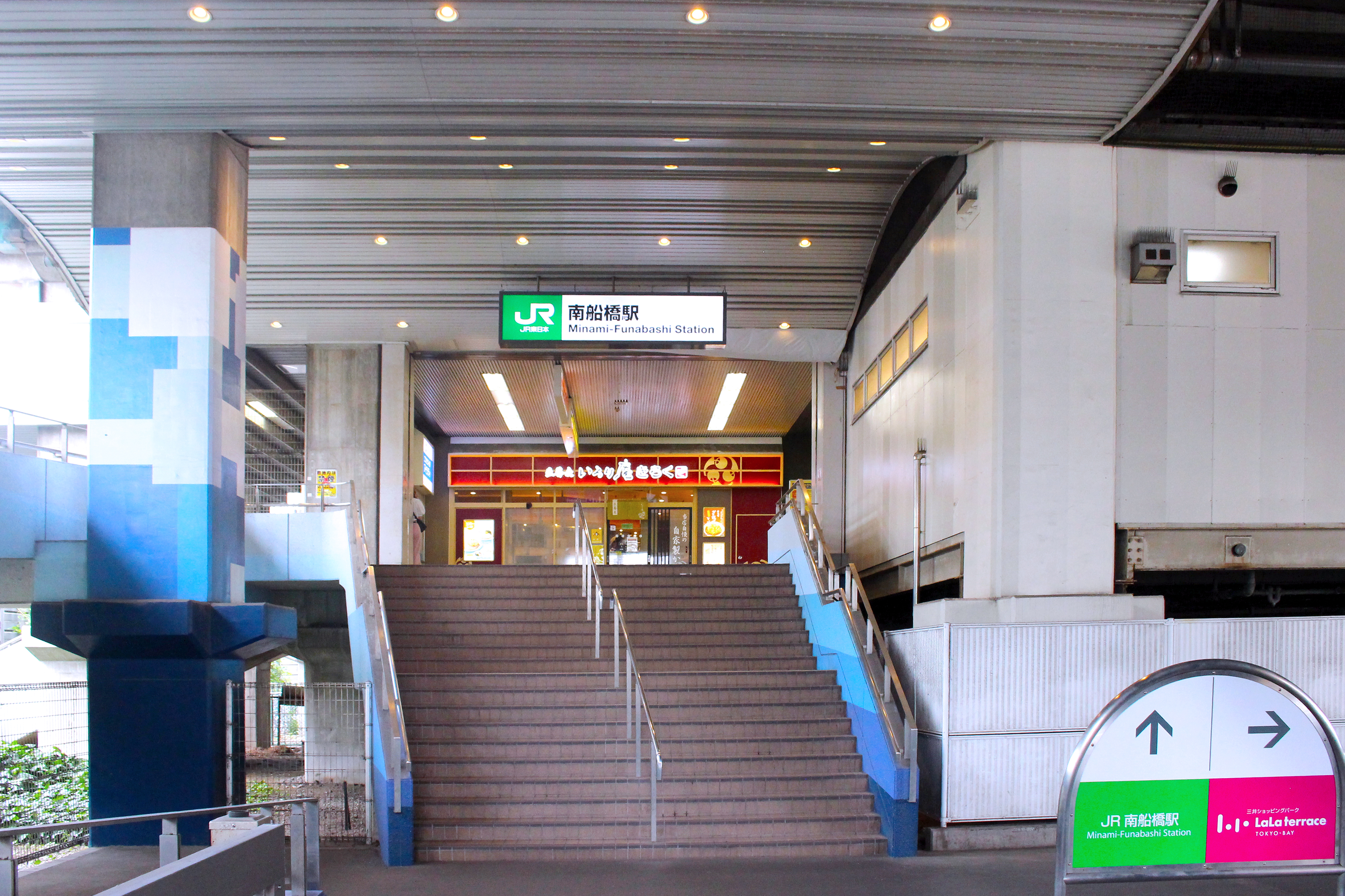
ららぽーと口（2024年8月）

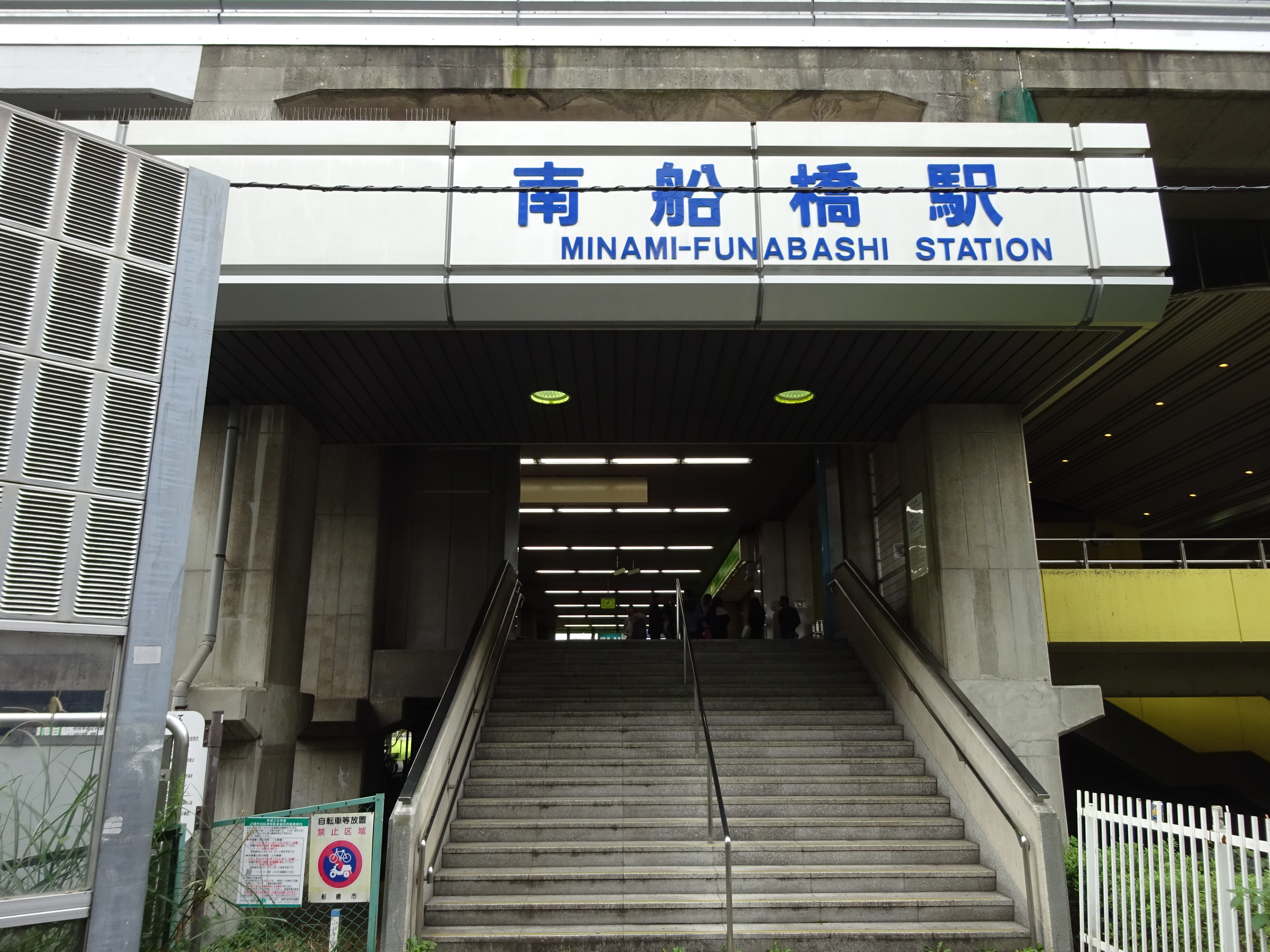
北口（2017年9月）

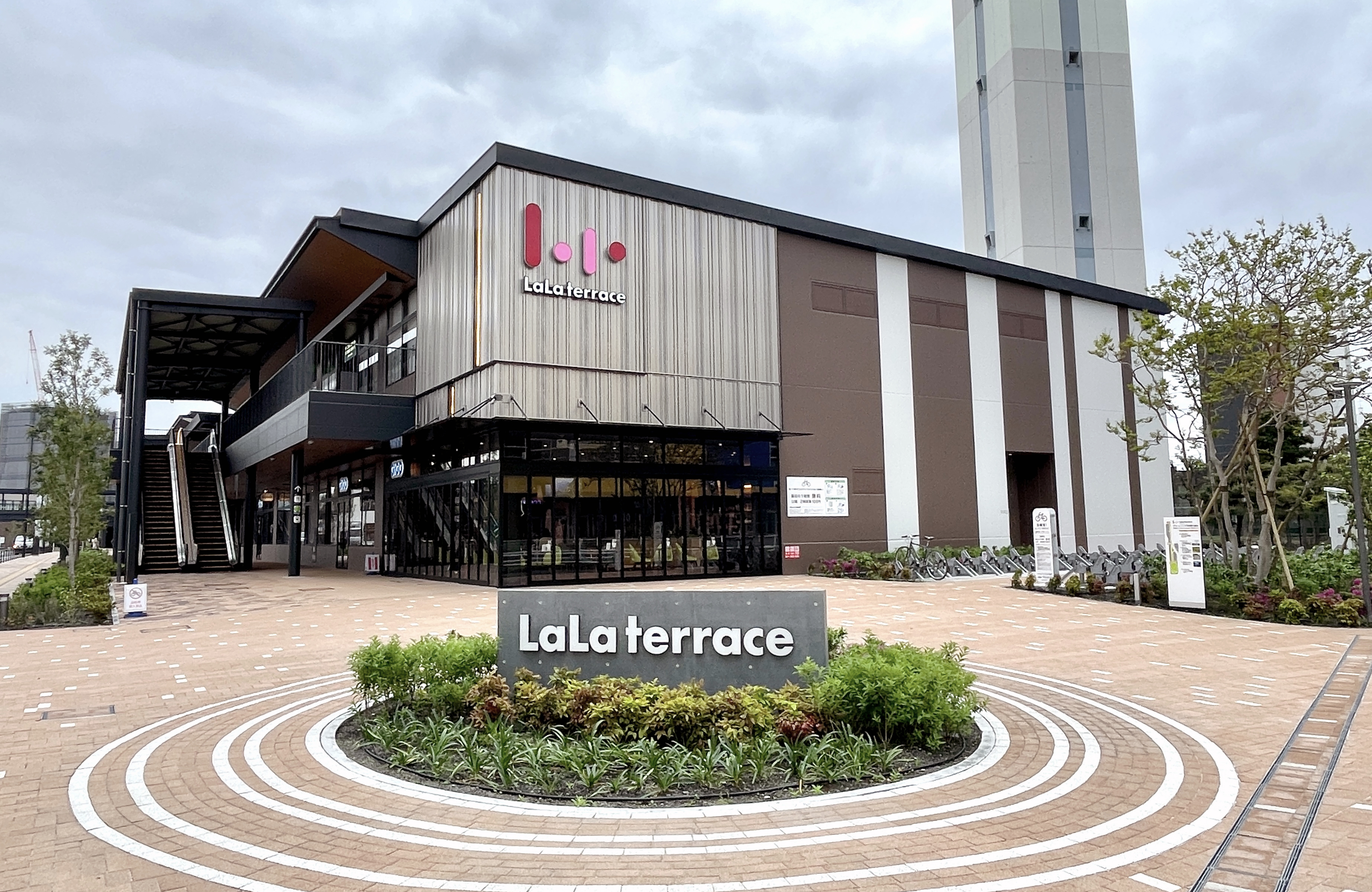
ららテラスTOKYO-BAY（駅直結）

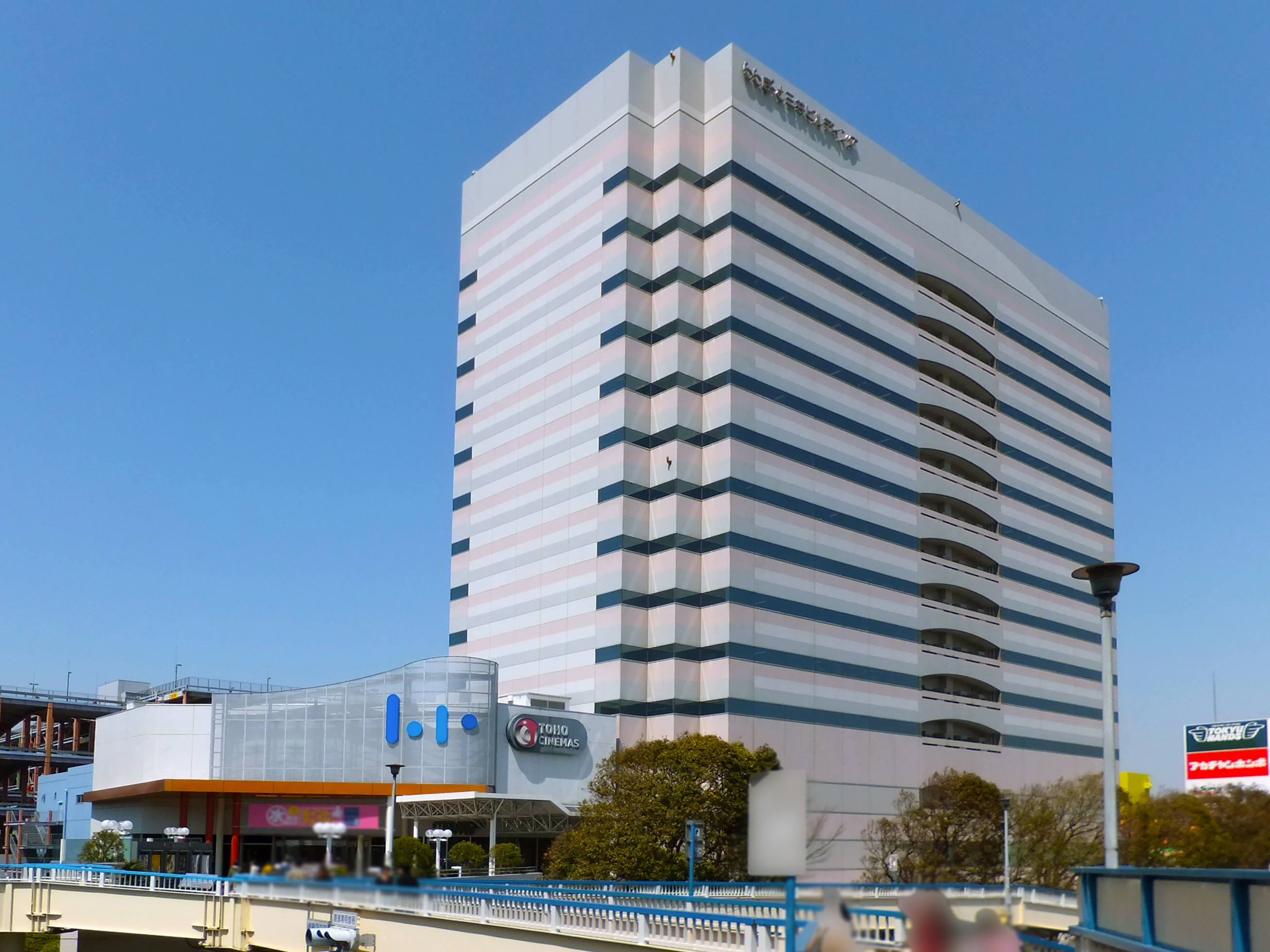
ららぽーとTOKYO-BAY（遊歩道・歩道橋で接続）

南船橋駅（みなみふなばしえき）は、千葉県船橋市若松二丁目にある、東日本旅客鉄道（JR東日本）京葉線の駅である。西船橋駅から武蔵野線に乗り入れる列車も停車する。駅番号はJE 11。

## 概要

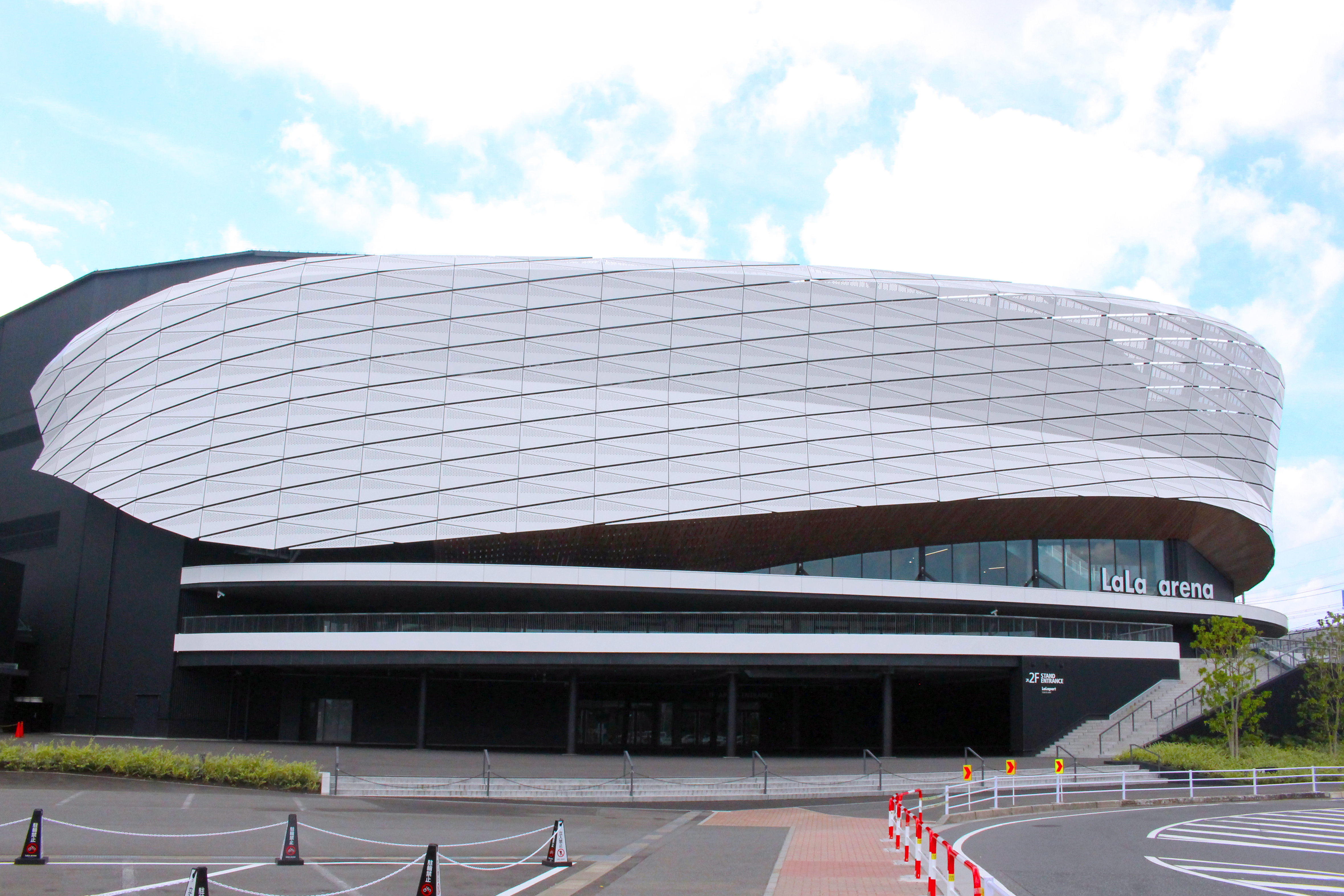
LaLa arena TOKYO-BAY（遊歩道・歩道橋で接続）

西船橋駅への連絡線である京葉線二俣支線の分岐駅であり、同線を通って武蔵野線の列車が一部乗り入れる。当駅では便宜上、二俣支線は「武蔵野線」と案内されることが多い。
ららぽーとTOKYO-BAY、LaLa arena TOKYO-BAY、ビビット南船橋方面は、駅西側の鉄道高架下の遊歩道で接続（途中で歩道橋を介し徒歩約3分）。なお、遊歩道には2019年（令和元年）6月に動く歩道が整備された。

## 歴史
- 1986年（昭和61年）3月3日：日本国有鉄道（国鉄）京葉線開業とともに開業[1]。開業前の仮称は「若松町」だった[2]。
- 1987年（昭和62年）4月1日：国鉄分割民営化に伴い、東日本旅客鉄道（JR東日本）の駅となる。
- 1988年（昭和63年）12月1日：京葉線の新木場駅延伸に伴って、分岐駅となる。
- 2001年（平成13年）11月18日：ICカード「Suica」の利用が可能となる[広報 1]。
- 2002年（平成14年）12月1日：ダイヤ改正により快速停車駅となる[3]。日中の海浜幕張駅始発・終着の武蔵野線電車を当駅始発・終着に変更[3]。
- 2014年（平成26年）3月31日：この日をもってみどりの窓口が営業を終了[4]。
- 2015年（平成27年）10月20日：業務委託化[5]。

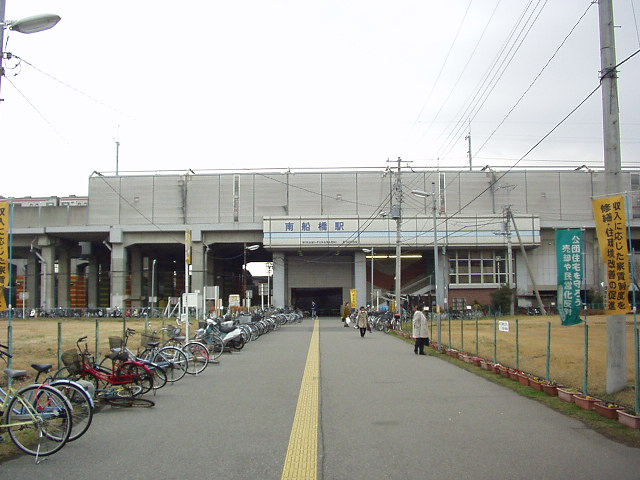
駅前広場整備前・駅名看板青ライン時の南口（2004年3月）
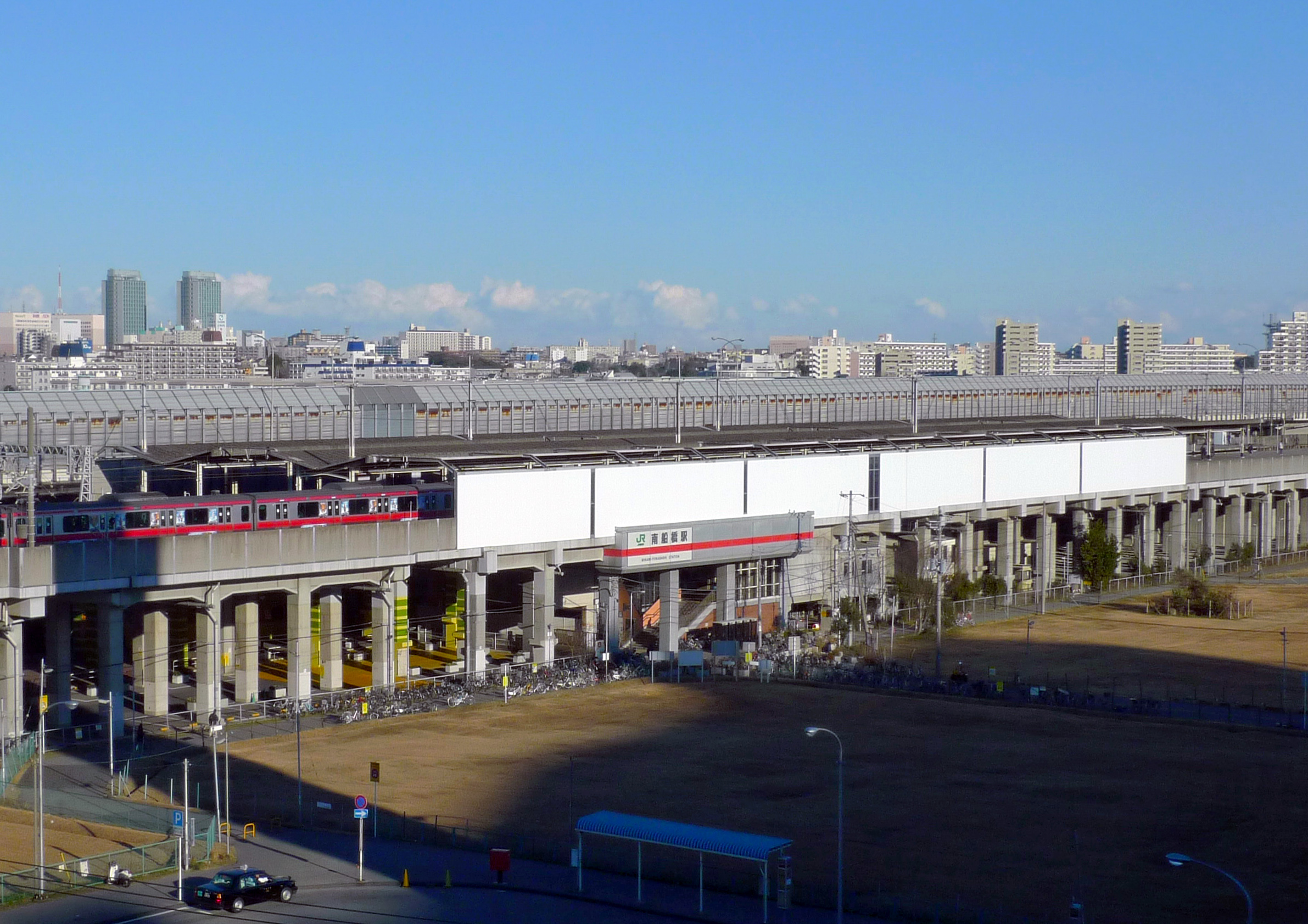
駅前広場整備前・駅名看板塗装前の南口（2011年1月）
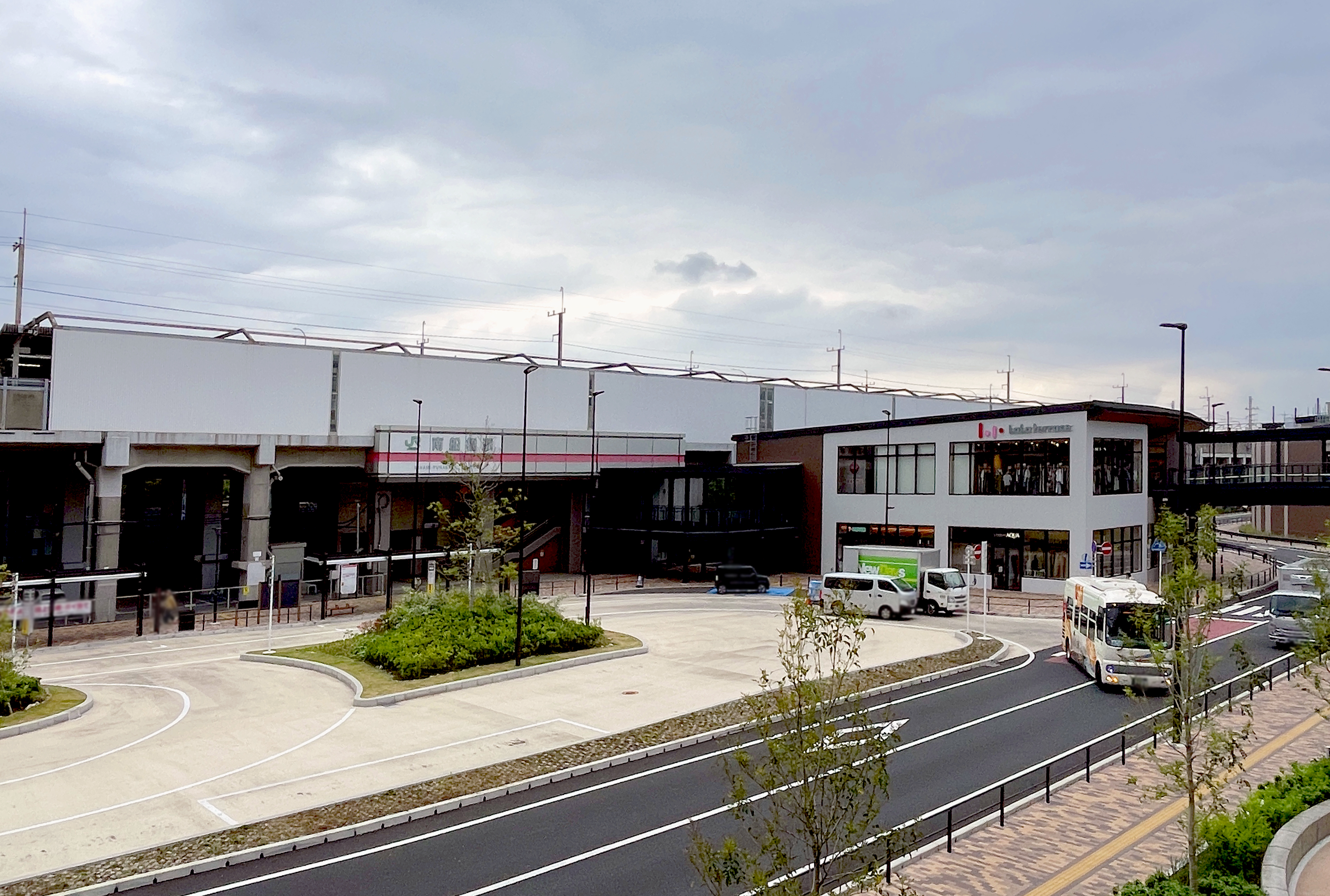
駅前広場整備後・駅名看板塗装前の南口（2024年4月）

## 駅構造
JR東日本ステーションサービスが駅業務を受託している新浦安営業統括センター（新習志野駅）管理の業務委託駅。島式ホーム2面4線を有する高架駅である。駅舎は高架下にある。
指定席券売機・自動改札機・自動精算機が設置されている。

### のりば
| 番線   | 路線     | 方向                   | 行先                                                  | 備考                                                             |
| ------ | -------- | ---------------------- | ----------------------------------------------------- | ---------------------------------------------------------------- |
| 1      | 京葉線   | 下り                   | 海浜幕張・千葉みなと・蘇我方面                        | 武蔵野線から直通の新習志野・海浜幕張行きは当番線から発車         |
| 2      | 武蔵野線 | -                      | 西船橋・新松戸・府中本町方面                          | 当駅折り返し（2番線は13:00頃まで使用・3番線は13:00頃以降に使用） |
| 3      | 武蔵野線 | -                      | 西船橋・新松戸・府中本町方面                          | 当駅折り返し（2番線は13:00頃まで使用・3番線は13:00頃以降に使用） |
| 4      | 武蔵野線 | -                      | 西船橋・新松戸・府中本町方面                          |                                                                  |
| 京葉線 | 上り     | 舞浜・新木場・東京方面 | 武蔵野線 海浜幕張・新習志野からの電車は当番線から発車 |                                                                  |

（出典：JR東日本:駅構内図）
- 2・3番線は蘇我方面には続いておらず行き止まりのため、武蔵野線直通列車の折り返し専用ホームになっており、緩急接続はできない[6]。ただし2番線は、待避線を蘇我方面へ延伸するスペースが確保されており（3番線は高架が途切れている）、4番線の南側には通過線を設置するスペースがあるため、構造上は列車の待避が可能な造りとなっている。
  - 上記の構造上から、京葉線蘇我行きおよび武蔵野線の新習志野・海浜幕張行き電車は1番線を発車する。
- 定期ダイヤでは13時以降、2番線から発着する列車は設定されていない。1・2番線ホームの階段付近の番線表記にはその旨の注意書きがある。また、両方のホームと1階コンコースに武蔵野線専用の発車標があり、発車時刻、行き先、発車番線が表示される。なお、武蔵野線車両が当駅で夜間外泊する運用があり、夜は西船橋駅から回送、翌朝には西船橋駅へ回送され、西船橋駅から府中本町行きの列車に充当される。
- 新習志野行や海浜幕張3番線到着の場合、いずれも階段を経由しての乗換えとなることから、当駅で後続の蘇我方面行に乗り換えるよう案内されることがある。
- 改札階とホーム階を連絡する上りエスカレーターがある。

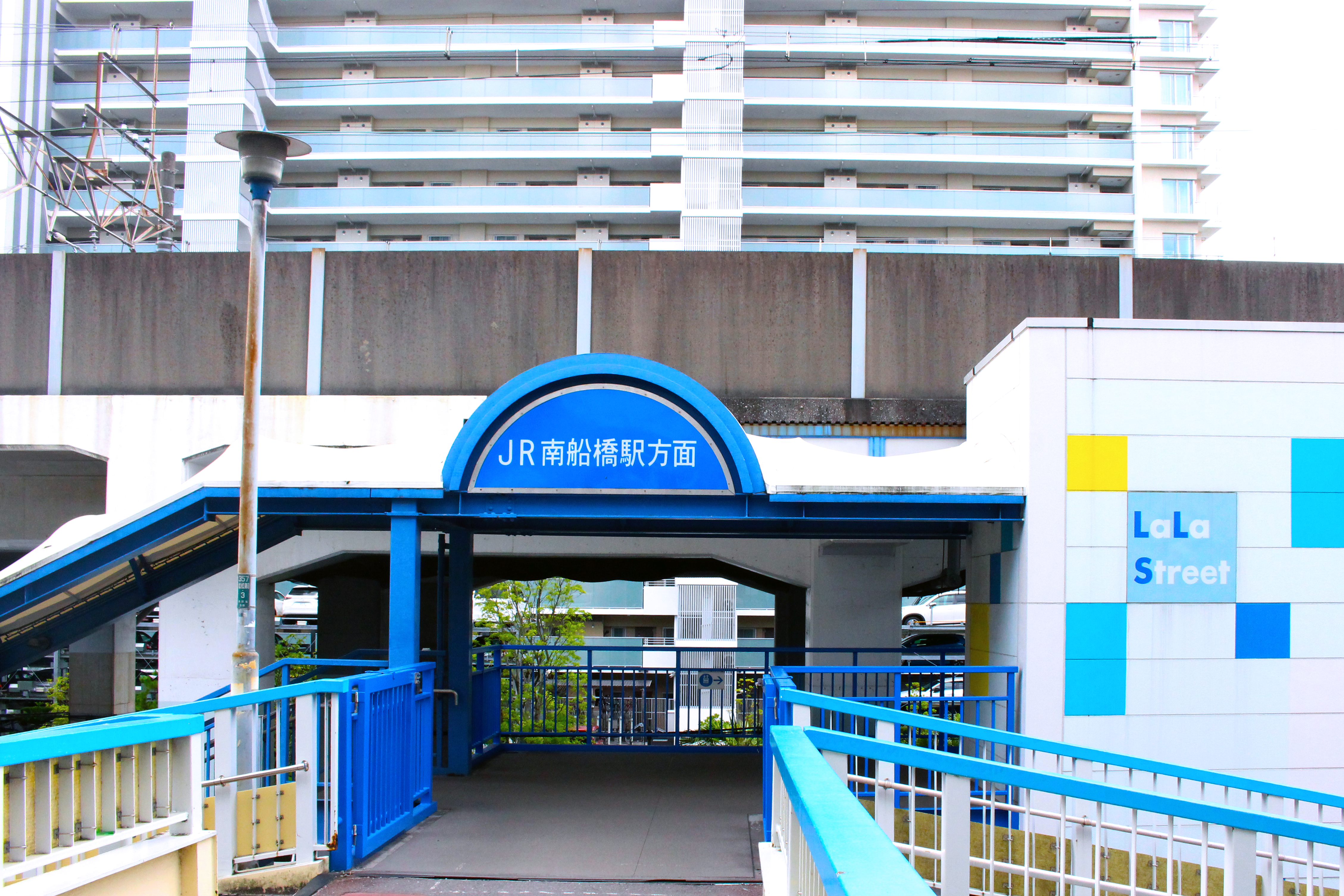
ららぽーと方面歩道橋接続口（2024年8月）
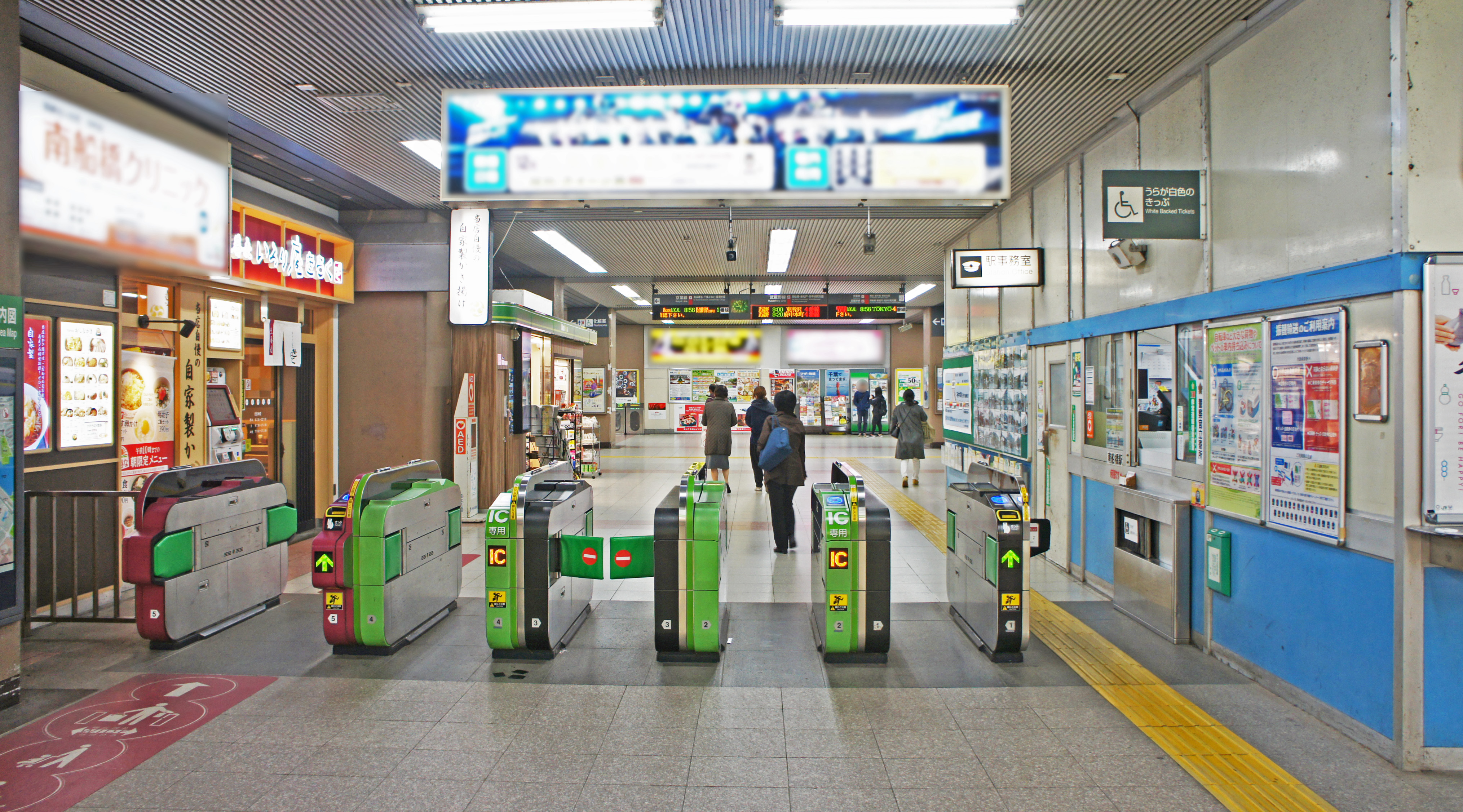
改札口（2019年12月）

### 配線図
| 運転番線 | 営業番線 | ホーム | 東京・西船橋方面着発 | 蘇我方面着発 | 備考       |
| -------- | -------- | ------ | -------------------- | ------------ | ---------- |
| 1        | 1        | 10両分 | 到着可               | 出発可       | 下り主本線 |
| 2        | 2        | 10両分 | 到着・出発可         | 不可         | 副本線     |
| 3        | 3        | 10両分 | 到着・出発可         | 不可         | 副本線     |
| 4        | 4        | 10両分 | 出発可               | 到着可       | 上り主本線 |

- 主本線を発着する場合は通過が可能。

（出典：祖田圭介（鉄道総合技術研究所）「武蔵野線・京葉線 建設の経緯と線路配線」『鉄道ピクトリアル』第52巻第8号（通巻720号）、電気車研究会、2002年8月1日、55頁、ISSN 0040-4047。）

### 発車メロディ
1・2・4番線ではスイッチ、3番線ではテイチク制作のメロディを使用している。
| 1 | JE      | 通勤ステップ   |
| 2 | JM      | 森の妖精       |
| 3 | JM      | 海岸通り       |
| 4 | JE · JM | 幸福の銀レール |

なお、2016年6月25日まで、1・2番線ではスイッチ制作の「海辺の散歩」、4番線では3番線と同じく「海岸通り」を使用していた。

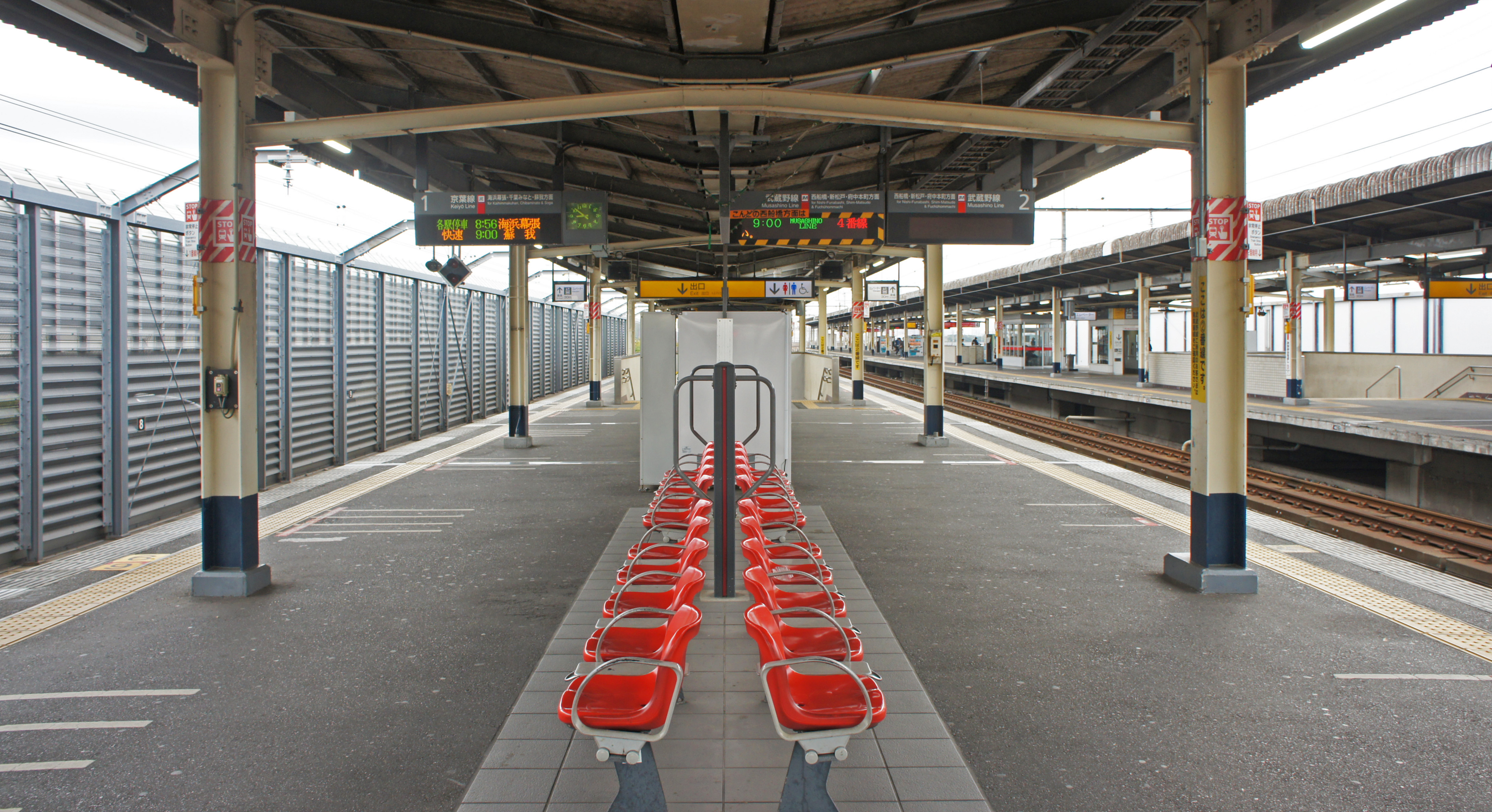
1・2番線ホーム（2019年12月）
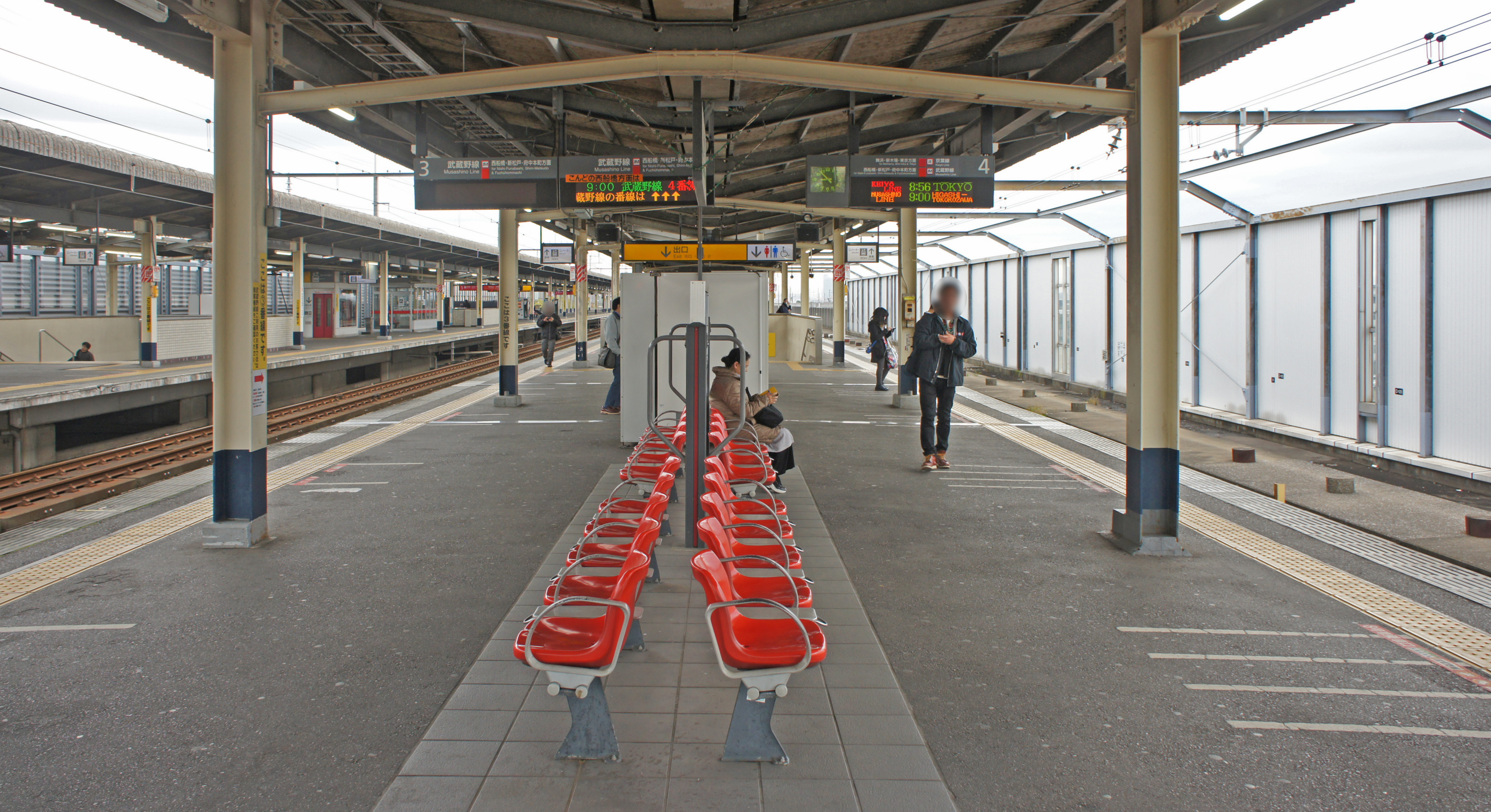
3・4番線ホーム（2019年12月）
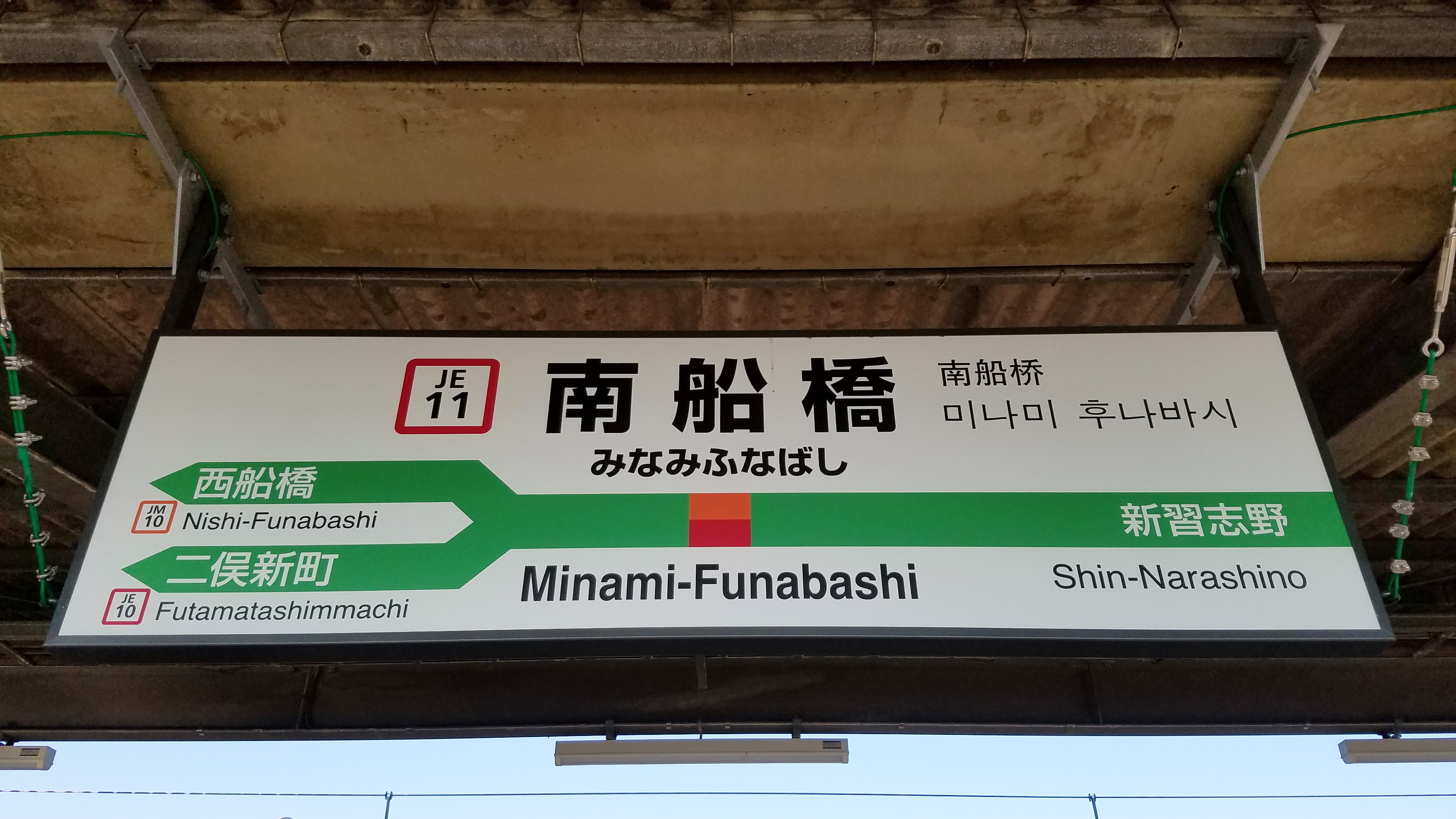
駅名標（2018年2月）

## 利用状況
2023年（令和5年）度の1日平均乗車人員は21,678人である。LaLa arena TOKYO-BAYでのイベントや船橋競馬場でのビッグレース開催時には、当駅を利用する客で混雑する。
開業後の1日平均乗車人員の推移は下記の通り。
| 年度               | 1日平均 乗車人員 | 出典     |
| ------------------ | ---------------- | -------- |
| 1985年（昭和60年） | 3,595            | [ * 1 ]  |
| 1986年（昭和61年） | 3,298            | [ * 2 ]  |
| 1987年（昭和62年） | 4,119            | [ * 3 ]  |
| 1988年（昭和63年） | 5,986            | [ * 4 ]  |
| 1989年（平成元年） | 8,232            | [ * 5 ]  |
| 1990年（平成02年） | 9,673            | [ * 6 ]  |
| 1991年（平成03年） | 10,205           | [ * 7 ]  |
| 1992年（平成04年） | 10,625           | [ * 8 ]  |
| 1993年（平成05年） | 11,158           | [ * 9 ]  |
| 1994年（平成06年） | 11,177           | [ * 10 ] |
| 1995年（平成07年） | 11,420           | [ * 11 ] |
| 1996年（平成08年） | 11,703           | [ * 12 ] |
| 1997年（平成09年） | 11,567           | [ * 13 ] |
| 1998年（平成10年） | 11,284           | [ * 14 ] |
| 1999年（平成11年） | 11,208           | [ * 15 ] |
| 2000年（平成12年） | 11,948           | [ * 16 ] |
| 2001年（平成13年） | 11,709           | [ * 17 ] |
| 2002年（平成14年） | 12,309           | [ * 18 ] |
| 2003年（平成15年） | 13,372           | [ * 19 ] |
| 2004年（平成16年） | 13,955           | [ * 20 ] |
| 2005年（平成17年） | 14,925           | [ * 21 ] |
| 2006年（平成18年） | 17,313           | [ * 22 ] |
| 2007年（平成19年） | 18,095           | [ * 23 ] |
| 2008年（平成20年） | 19,088           | [ * 24 ] |
| 2009年（平成21年） | 18,979           | [ * 25 ] |
| 2010年（平成22年） | 19,492           | [ * 26 ] |
| 2011年（平成23年） | 19,147           | [ * 27 ] |
| 2012年（平成24年） | 19,260           | [ * 28 ] |
| 2013年（平成25年） | 20,109           | [ * 29 ] |
| 2014年（平成26年） | 20,668           | [ * 30 ] |
| 2015年（平成27年） | 21,367           | [ * 31 ] |
| 2016年（平成28年） | 21,494           | [ * 32 ] |
| 2017年（平成29年） | 22,528           | [ * 33 ] |
| 2018年（平成30年） | 22,808           | [ * 34 ] |
| 2019年（令和元年） | 22,763           | [ * 35 ] |
| 2020年（令和02年） | 18,027           |          |
| 2021年（令和03年） | 19,586           |          |
| 2022年（令和04年） | 21,123           |          |
| 2023年（令和05年） | 21,678           |          |

備考
1. ↑  1986年3月3日開業。開業日から同年3月31日までの計29日間を集計したデータ。

## 駅周辺

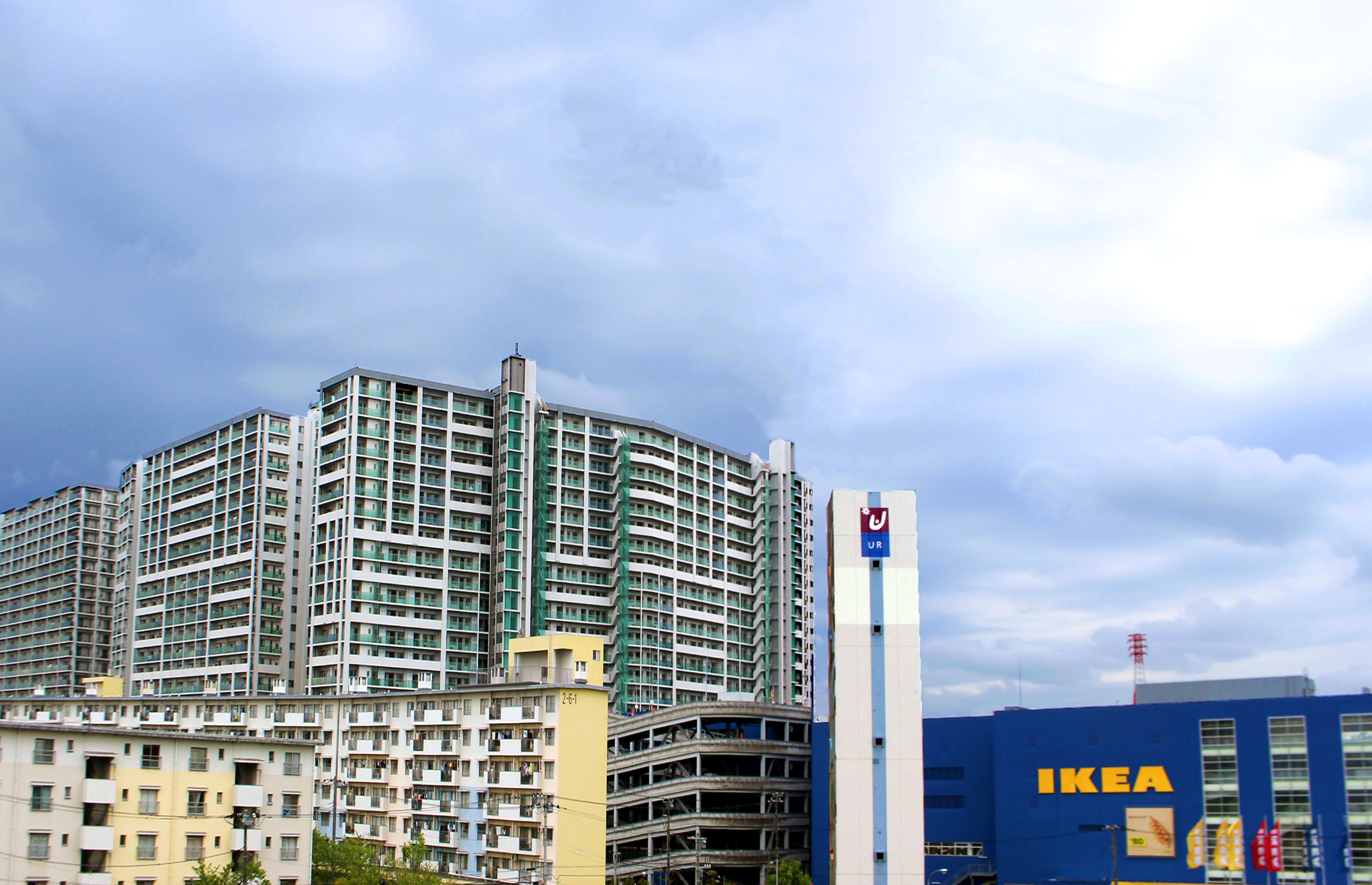
駅ホームから見える若松団地、ワンダーベイシティサザン、イケア（2019年4月）

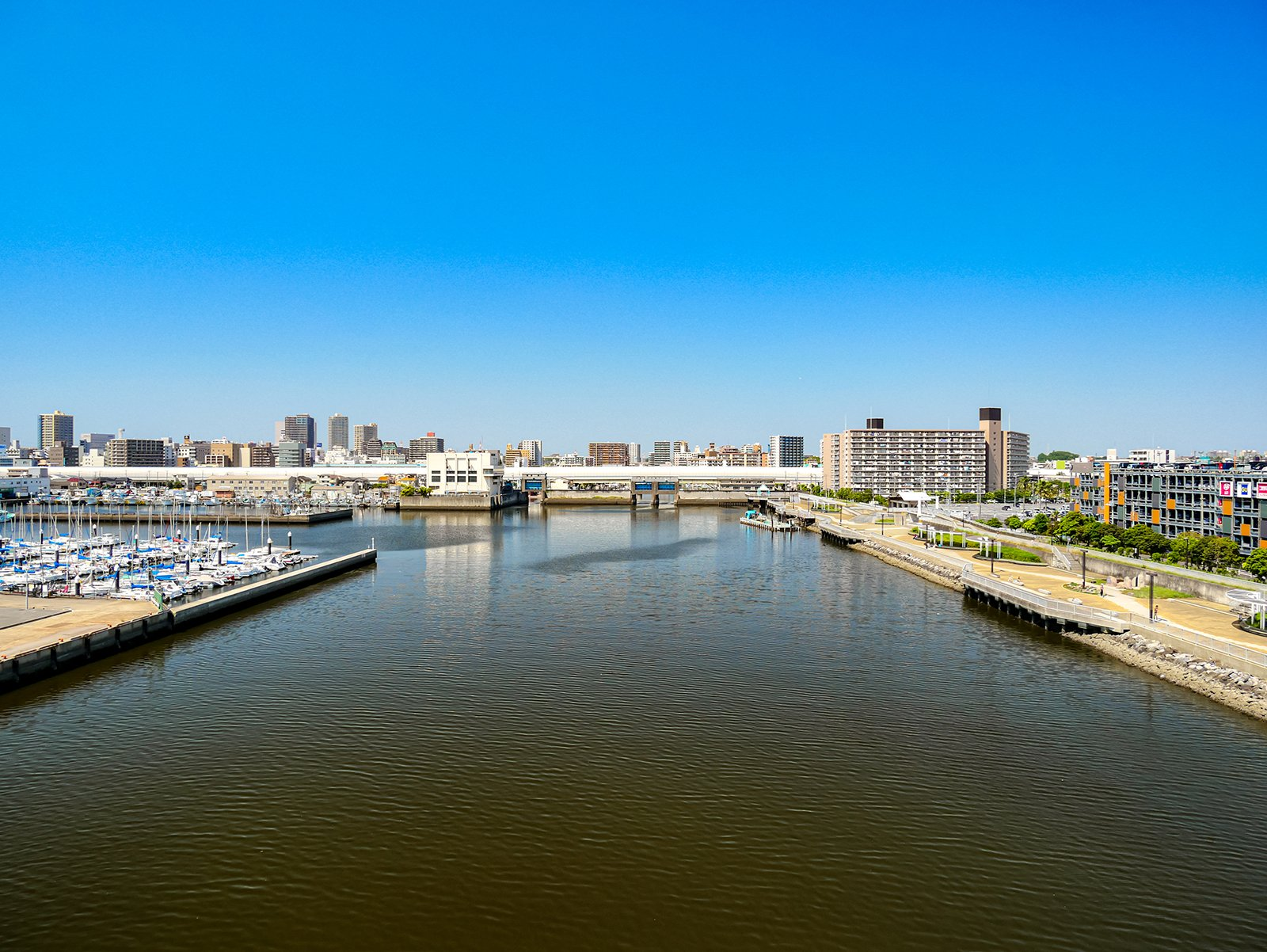
船橋港親水公園

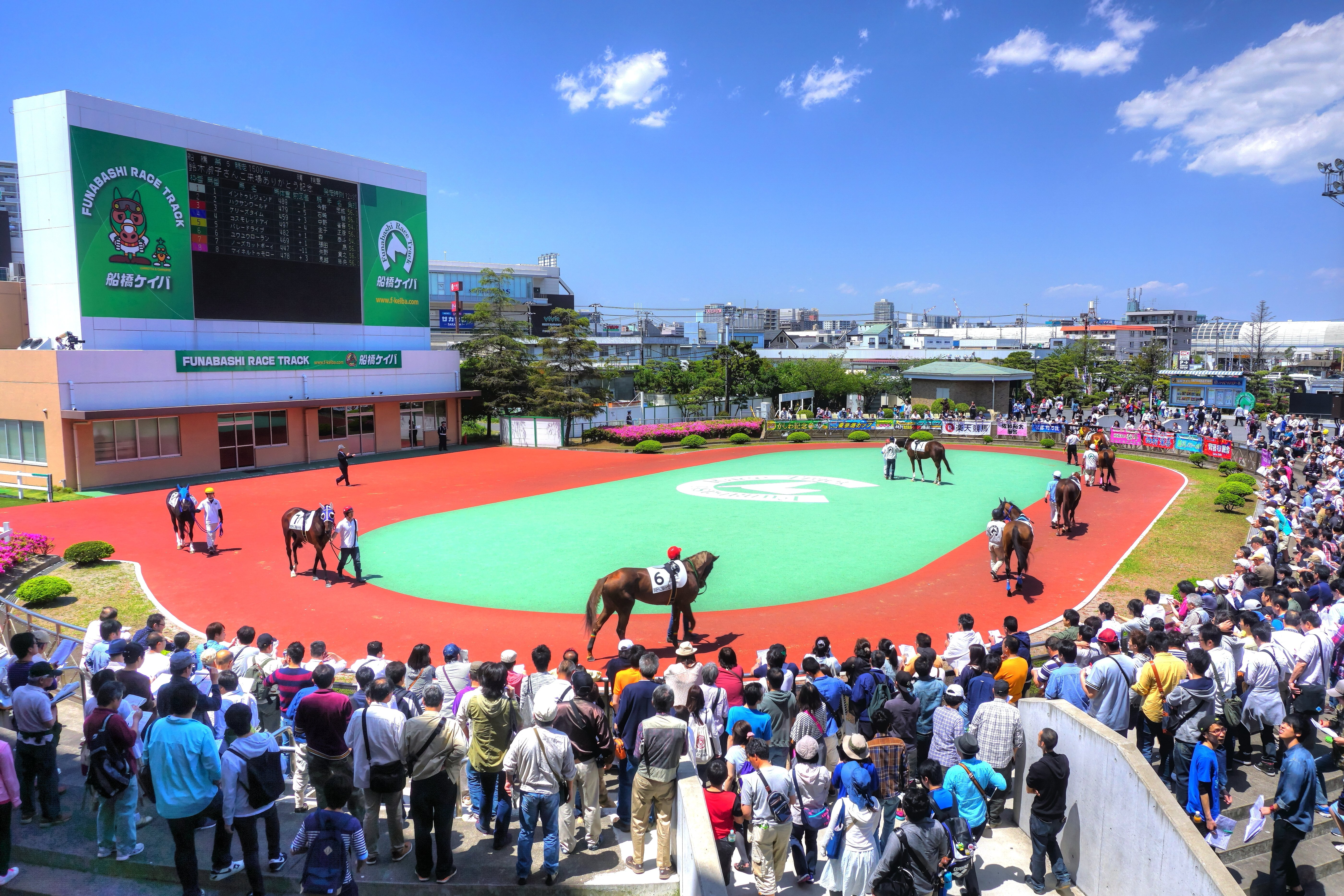
船橋競馬場（パドック）

駅の北側に船橋競馬場、北東に谷津干潟、南側にららテラスTOKYO-BAY、若松団地、南西にイケア（旗艦店）、LaLa arena TOKYO-BAY、北西にららぽーとTOKYO-BAY（旗艦店）、ららぽーとの北側にはビビット南船橋がある。
現在のイケアの敷地は、1993年から2002年まではららぽーとスキードームSSAWS、その隣接地には2016年まで船橋オートレース場があった。
南口駅前に広がる空き地は千葉県企業庁管理の土地だったが、2013年に船橋市に売却され、2022年8月30日にバス停やタクシープールが設置された南口駅前広場を供用開始した。残りの土地については公益的複合施設、社会福祉施設、生活複合施設、商業施設を造る計画が進められており、事業者公募により三井不動産が選定され、同社への長期貸し付け方式により開発。商業施設については2023年11月29日に「三井ショッピングパーク ららテラスTOKYO-BAY」の名称で開業した。

### 南口方面
- ららテラスTOKYO-BAY
  - ワイズマート ららテラスTOKYO-BAY店
- イケア Tokyo-Bay
- LaLa arena TOKYO-BAY
- ワンダーベイシティサザン
- グランドホライゾントーキョーベイ
- ふなっしーパーク
- 青少年会館
- 千葉県葛南土木事務所
- 船橋若松郵便局
- 船橋市立若松小学校
- 船橋市立若松中学校
- 若松団地
- 高瀬下水処理場
- 京葉食品コンビナート
  - サッポロビール千葉工場
  - フジフーズ船橋工場
  - ニチレイフーズ船橋・船橋第二・船橋第三工場
  - フジッコ東京工場
- クボタ京葉工場流通加工センター
- 三井不動産ロジスティクスパーク船橋Ⅰ・船橋Ⅱ・船橋Ⅲ
- 三井不動産アイスパーク船橋

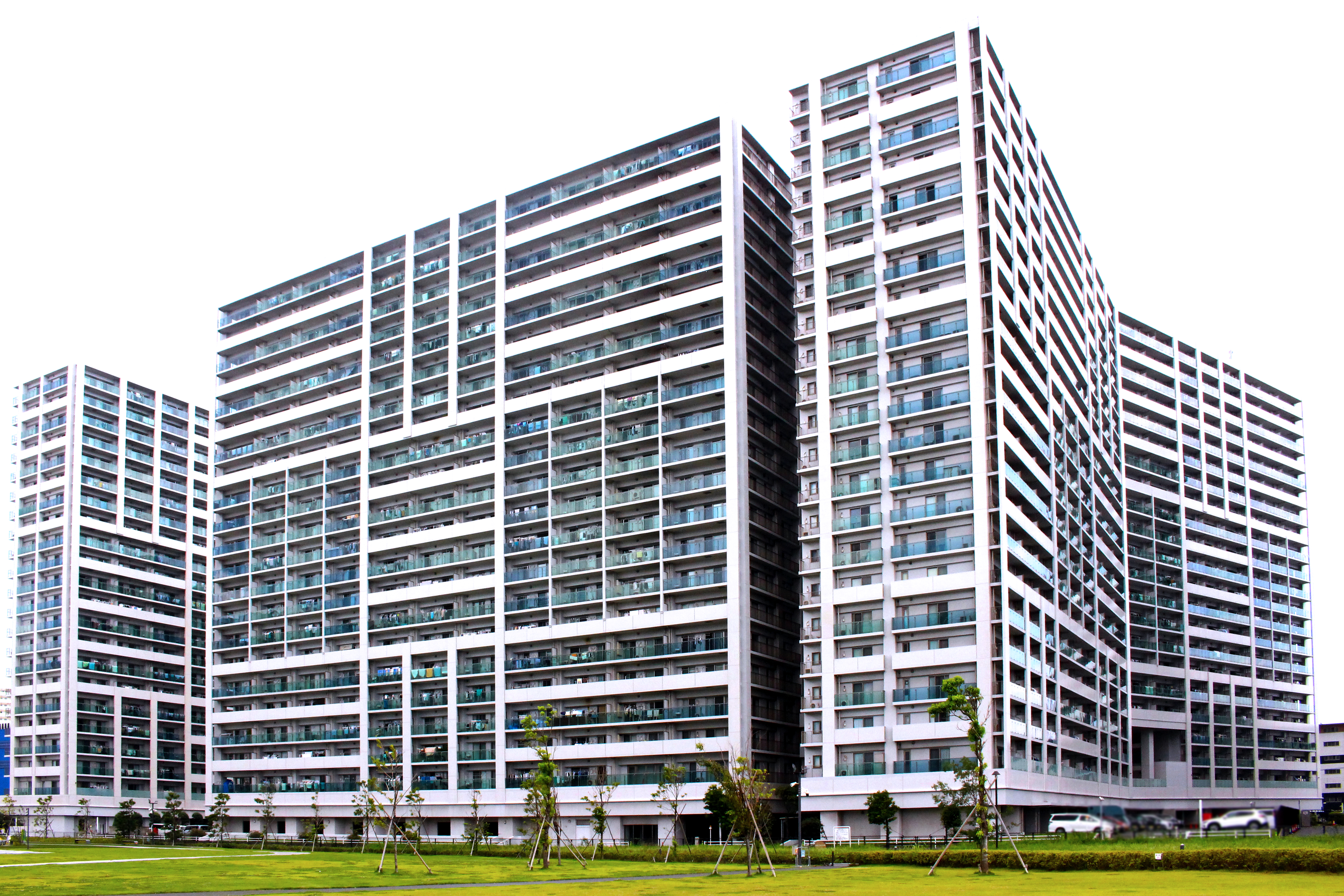
ワンダーベイシティサザン
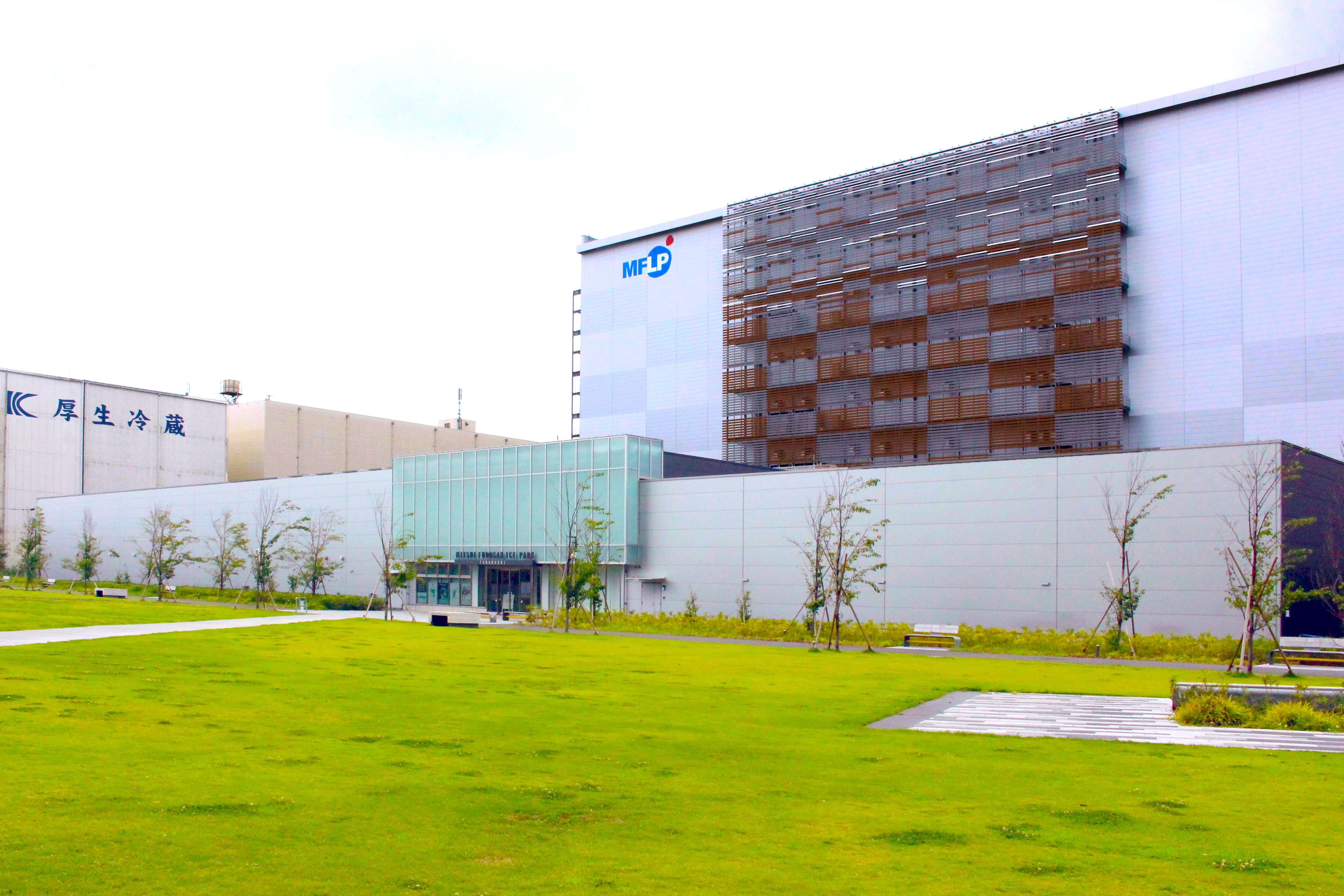
三井不動産アイスパーク船橋
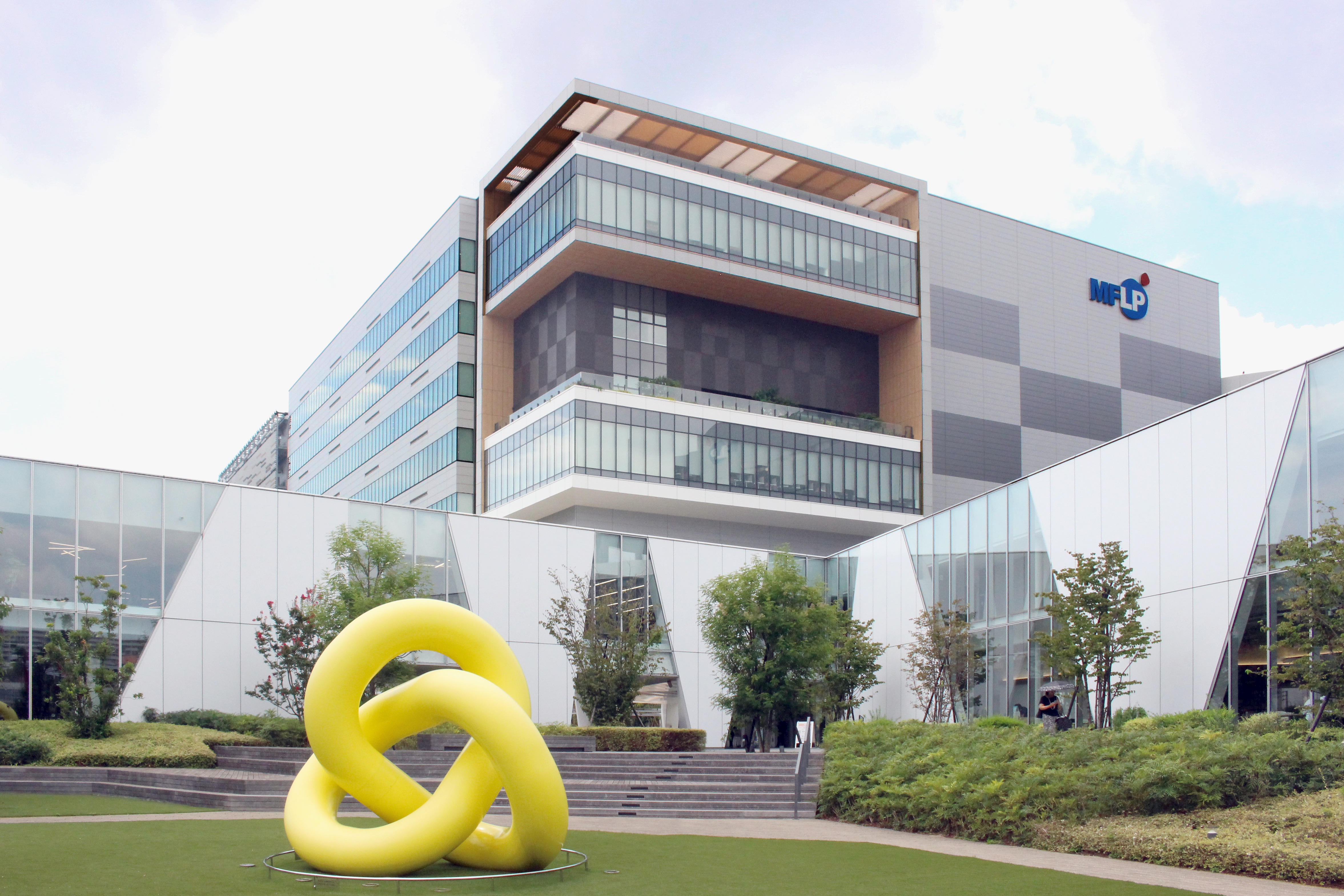
三井不動産ロジスティクスパーク船橋
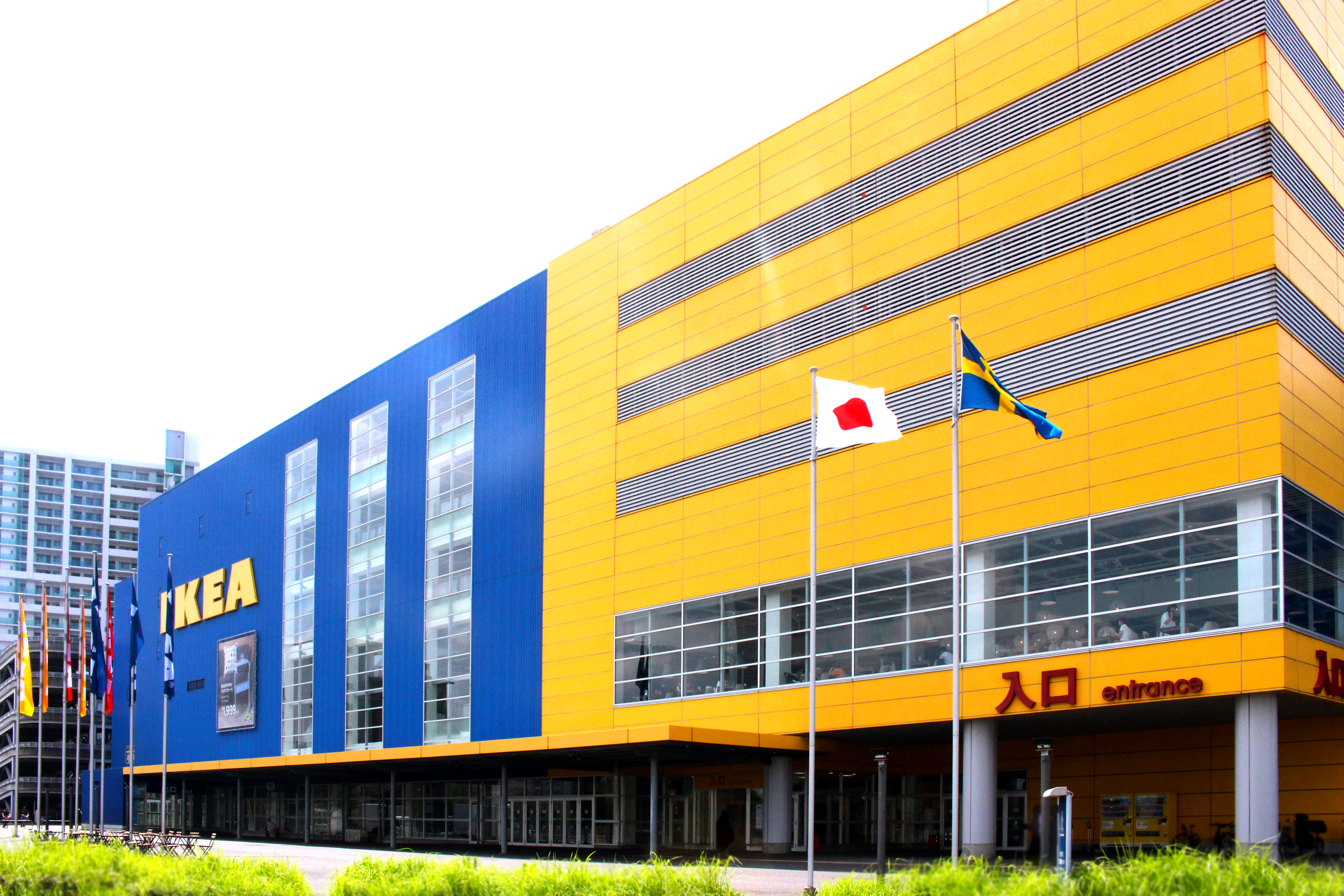
イケア Tokyo-Bay

### 北口方面
- 船橋競馬場駅（約1.3 km）
- ららぽーとTOKYO-BAY
  - TOHOシネマズ
- ビビット南船橋
- コーナン 船橋花輪インター店
- 船橋競馬場
  - 船橋場外（サテライト船橋＆オートレースふなばし）
- 船橋港親水公園
- 谷津公園（谷津バラ園併設）
- 谷津干潟
- ホテル市松

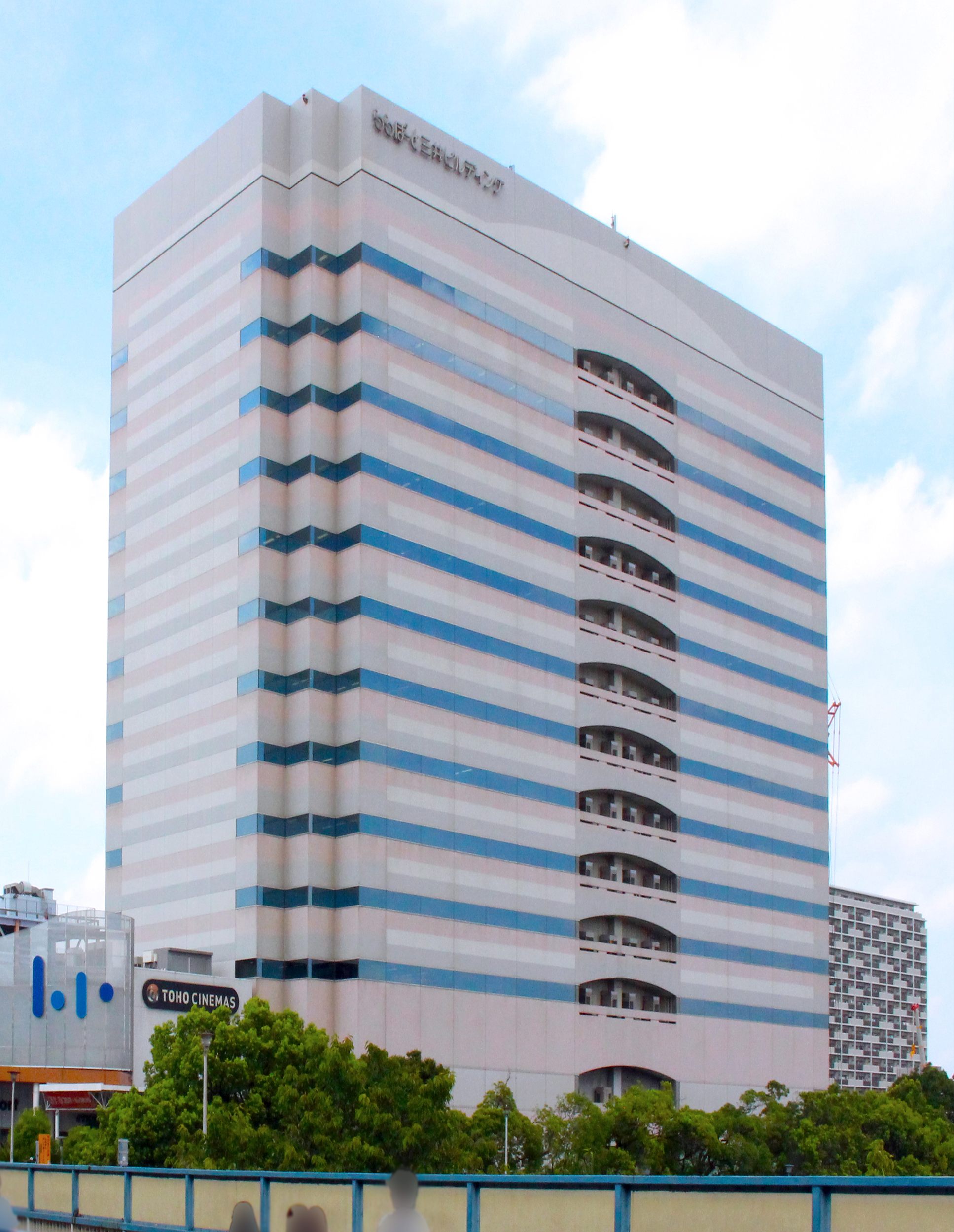
ららぽーと三井ビルディング
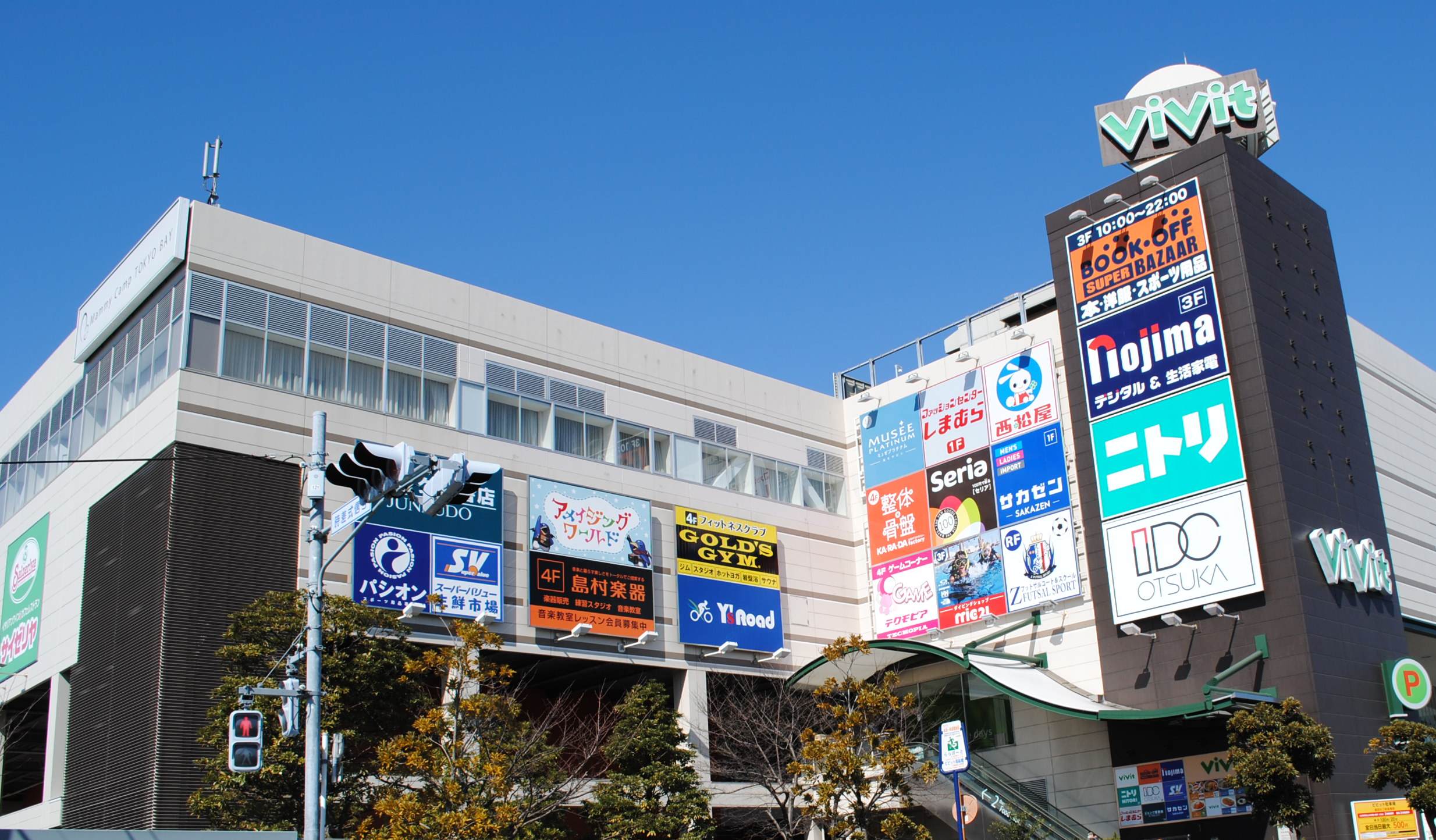
ビビット南船橋
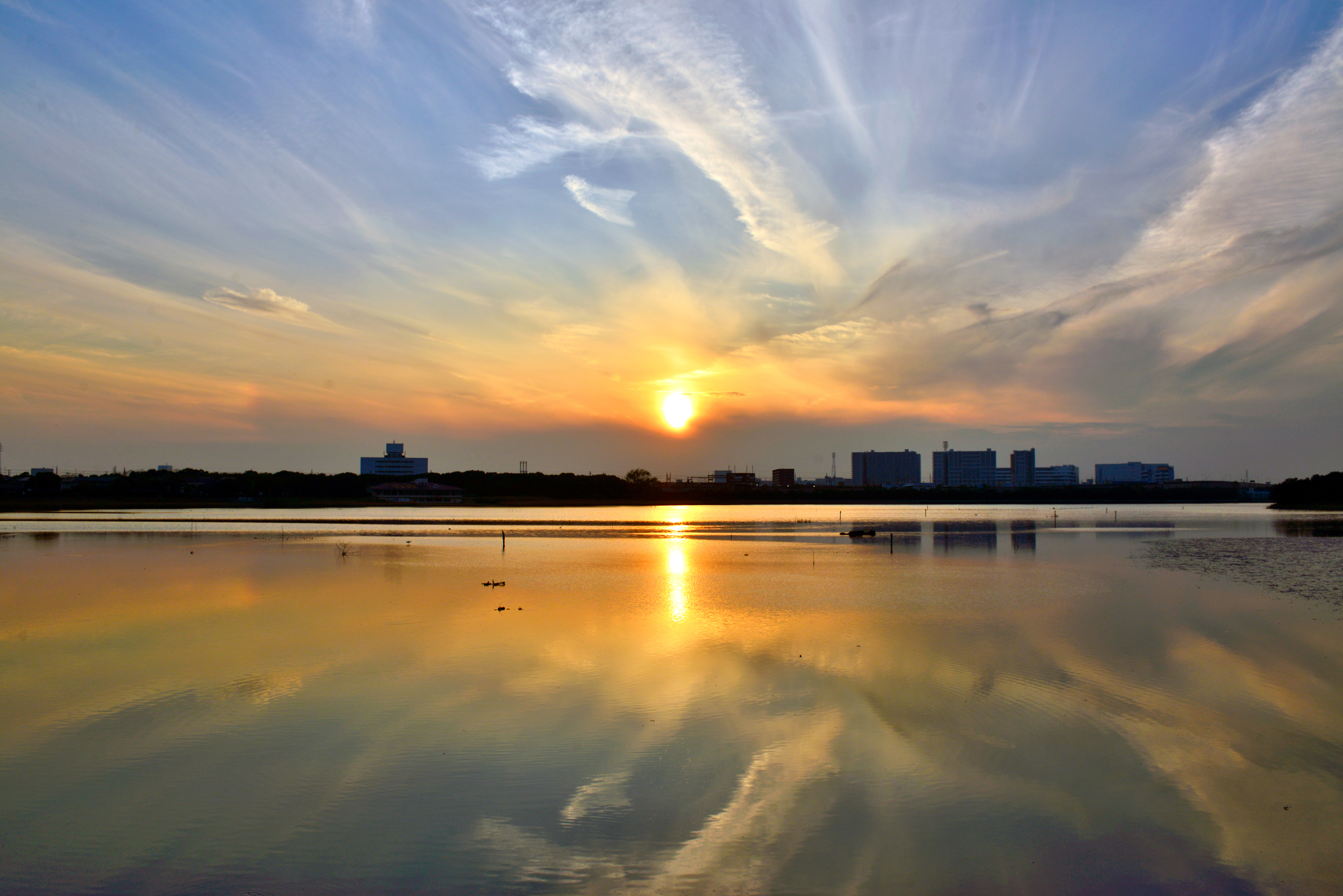
谷津干潟
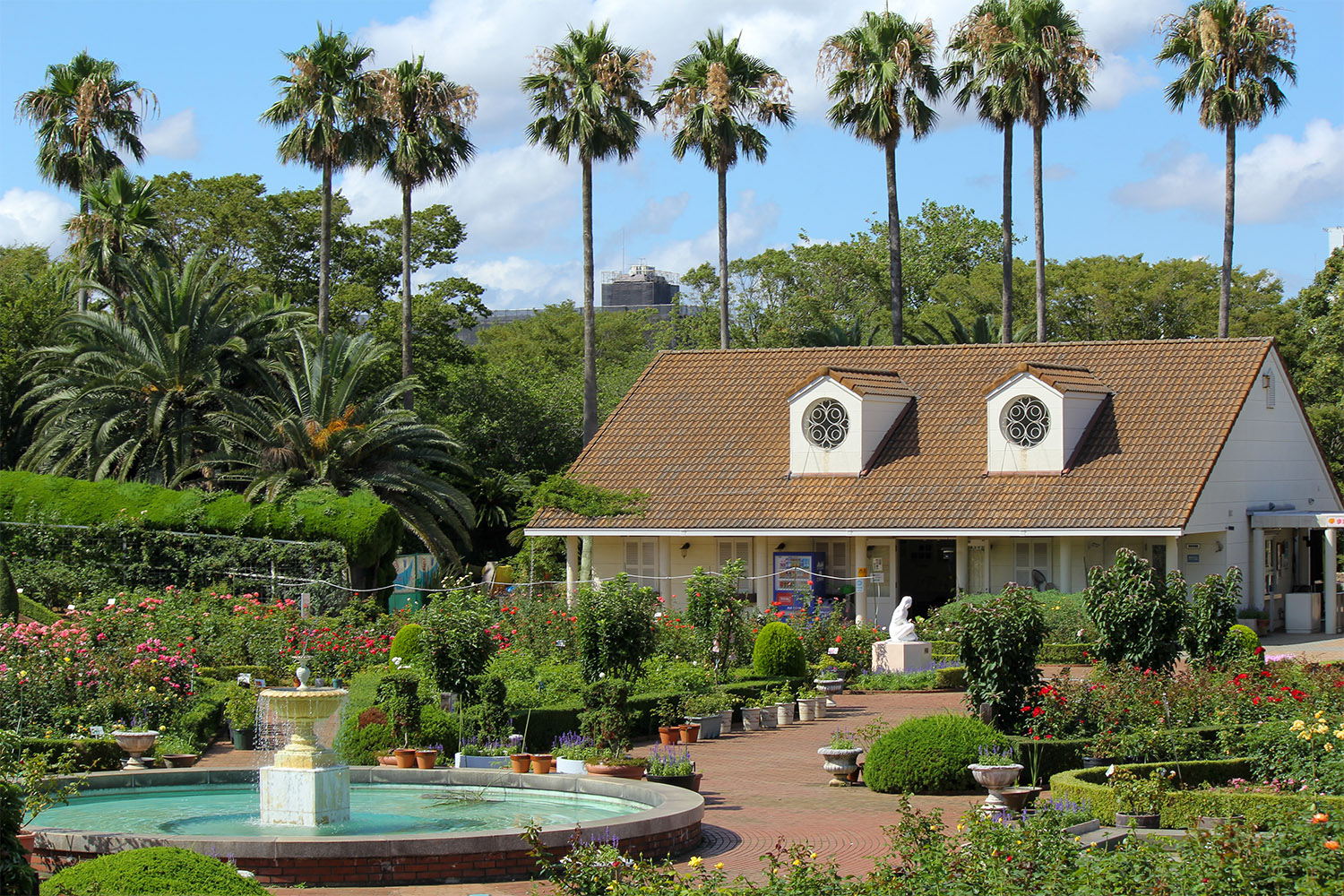
谷津バラ園

- 浜町公民館
- 一般財団法人実用英語推進機構

- ららぽーと三井ビルディング
- ビビット南船橋
- 谷津干潟
- 谷津バラ園

## バス路線
京成バス千葉セントラルの路線バスが乗り入れている。
- 1番のりば
  - 船71・船72：京成船橋駅
- 2番のりば
  - 南船11：船橋営業所（栄町）
- このほか船橋場外（船橋競馬場）への無料送迎バスが発着している。

## 隣の駅
東日本旅客鉄道（JR東日本）
 京葉線
■快速
新浦安駅 (JE 08) - 南船橋駅 (JE 11) - 海浜幕張駅 (JE 14)
■各駅停車
二俣新町駅 (JE 10) - 南船橋駅 (JE 11) - 新習志野駅 (JE 12)
 武蔵野線直通（京葉線二俣支線）
■各駅停車・■しもうさ号
西船橋駅 (JM 10) - 南船橋駅 (JE 11) - 新習志野駅 (JE 12)

#### 広報資料・プレスリリースなど一次資料
1. ↑  “Suicaご利用可能エリアマップ（2001年11月18日当初）” (PDF).   東日本旅客鉄道. 2019年7月27日時点のオリジナルよりアーカイブ。2020年4月28日閲覧。

#### 利用状況に関する資料
1. ↑  千葉県統計年鑑 - 千葉県
2. ↑  船橋市統計書 - 船橋市

JR東日本の2000年度以降の乗車人員
1. 1 2 3  各駅の乗車人員（2023年度） - JR東日本
2. ↑  各駅の乗車人員（2000年度） - JR東日本
3. ↑  各駅の乗車人員（2001年度） - JR東日本
4. ↑  各駅の乗車人員（2002年度） - JR東日本
5. ↑  各駅の乗車人員（2003年度） - JR東日本
6. ↑  各駅の乗車人員（2004年度） - JR東日本
7. ↑  各駅の乗車人員（2005年度） - JR東日本
8. ↑  各駅の乗車人員（2006年度） - JR東日本
9. ↑  各駅の乗車人員（2007年度） - JR東日本
10. ↑  各駅の乗車人員（2008年度） - JR東日本
11. ↑  各駅の乗車人員（2009年度） - JR東日本
12. ↑  各駅の乗車人員（2010年度） - JR東日本
13. ↑  各駅の乗車人員（2011年度） - JR東日本
14. ↑  各駅の乗車人員（2012年度） - JR東日本
15. ↑  各駅の乗車人員（2013年度） - JR東日本
16. ↑  各駅の乗車人員（2014年度） - JR東日本
17. ↑  各駅の乗車人員（2015年度） - JR東日本
18. ↑  各駅の乗車人員（2016年度） - JR東日本
19. ↑  各駅の乗車人員（2017年度） - JR東日本
20. ↑  各駅の乗車人員（2018年度） - JR東日本
21. ↑  各駅の乗車人員（2019年度） - JR東日本
22. ↑  各駅の乗車人員（2020年度） - JR東日本
23. ↑  各駅の乗車人員（2021年度） - JR東日本
24. ↑  各駅の乗車人員（2022年度） - JR東日本

千葉県統計年鑑
1. ↑  千葉県統計年鑑（昭和61年）
2. ↑  千葉県統計年鑑（昭和62年）
3. ↑  千葉県統計年鑑（昭和63年）
4. ↑  千葉県統計年鑑（平成元年）
5. ↑  千葉県統計年鑑（平成2年）
6. ↑  千葉県統計年鑑（平成3年）
7. ↑  千葉県統計年鑑（平成4年）
8. ↑  千葉県統計年鑑（平成5年）
9. ↑  千葉県統計年鑑（平成6年）
10. ↑  千葉県統計年鑑（平成7年）
11. ↑  千葉県統計年鑑（平成8年）
12. ↑  千葉県統計年鑑（平成9年）
13. ↑  千葉県統計年鑑（平成10年）
14. ↑  千葉県統計年鑑（平成11年）
15. ↑  千葉県統計年鑑（平成12年）
16. ↑  千葉県統計年鑑（平成13年）
17. ↑  千葉県統計年鑑（平成14年）
18. ↑  千葉県統計年鑑（平成15年）
19. ↑  千葉県統計年鑑（平成16年）
20. ↑  千葉県統計年鑑（平成17年）
21. ↑  千葉県統計年鑑（平成18年）
22. ↑  千葉県統計年鑑（平成19年）
23. ↑  千葉県統計年鑑（平成20年）
24. ↑  千葉県統計年鑑（平成21年）
25. ↑  千葉県統計年鑑（平成22年）
26. ↑  千葉県統計年鑑（平成23年）
27. ↑  千葉県統計年鑑（平成24年）
28. ↑  千葉県統計年鑑（平成25年）
29. ↑  千葉県統計年鑑（平成26年）
30. ↑  千葉県統計年鑑（平成27年）
31. ↑  千葉県統計年鑑（平成28年）
32. ↑  千葉県統計年鑑（平成29年）
33. ↑  千葉県統計年鑑（平成30年）
34. ↑  千葉県統計年鑑（令和元年）
35. ↑  千葉県統計年鑑（令和2年）